# Natalja Leonidowna Barbaschina
Natalja Leonidowna Barbaschina (russisch Наталья Леонидовна Барбашина; engl. Transkription Natalia Barbashina; * 26. August 1973 in Ussurijsk, Region Primorje, Russische SFSR, Sowjetunion) ist eine ehemalige russische Fußballspielerin und jetzige -trainerin.

## Titel und Erfolge
- Russische Meister 1995, 1997, 1999, 2000, 2004, 2005, 2006, 2008, 2009
- Russischer Pokalsieger 1993, 1995, 1997, 1998, 2002, 2003, 2004, 2005, 2006
- Rekordtorschützin russische Meisterschaft: 2003, 2004

| Personendaten    | Personendaten                                                            |
| ---------------- | ------------------------------------------------------------------------ |
| NAME             | Barbaschina, Natalja Leonidowna                                          |
| ALTERNATIVNAMEN  | Барбашина, Наталья Леонидовна (russisch); Barbashina, Natalia (englisch) |
| KURZBESCHREIBUNG | russische Fußballspielerin                                               |
| GEBURTSDATUM     | 26. August 1973                                                          |
| GEBURTSORT       | Ussurijsk, Region Primorje, Russische SFSR, Sowjetunion                  |